# 1493

## Události
- Bitva na Krbavském poli
- Svatba Bianky Marie Sforza a Maximiliána I, jehož zastupoval Kryštof Bádenský, v Miláně slavnostně vyzdobeném Leonardem da Vincim.
- Kryštof Kolumbus přiváži do Španělska kukuřici, která se odtud postupně rozšíří do Itálie, Francie a celé střední Evropy.

### Probíhající události
- 1492–1493:První výprava Kryštofa Kolumba
- 1493–1593: Chorvatská stoletá válka

## Narození
- 10. ledna – Mikuláš Oláh, ostřihomský arcibiskup, místodržitel Uherska († 15. ledna 1568)
- 25. ledna – Herkules Maxmilián Sforza, milánský vévoda († 4. června 1530)
- 6. března – Juan Luis Vives, španělský filosof († 6. května 1540)
- 15. března - Anne de Montmorency, francouzský politik, vojevůdce a konetábl († 12. listopadu 1567)
- 31. prosince – Eleonora Gonzaga, vévodkyně urbinská († 13. února 1550)
- ? – Nicolás Monardes, španělský lékař a botanik († 10. října 1588)
- ? – Paracelsus, lékař, alchymista a astrolog († 24. září 1541)
- ? – Ján Silván, slovenský renesanční básník, hudebník a kazatel († 14. února 1573)
- ? – Clarise Medicejská, italská šlechtična († 3. května 1528)

## Úmrtí

### České země
- 14. května – Jan V. Ratibořský, kníže ratibořský (* asi 1446)
- ? – Dobeš Černohorský z Boskovic, moravský šlechtic (* ?)

### Svět
- 22. června – Jana Skotská, dcera skotského krále Jakuba I. (* 1428)
- 19. srpna – Fridrich III. Habsburský, císař německý a římský (* 21. září 1415)
- 11. září – Kateřina Habsburská, markraběnka bádenská, dcera rakouského vévody Arnošta Železného (* kolem 1420)
- 20. října – Giovanni Conti, italský kardinál (* 1414)
- ? – Pietro Antonio Solari, italský architekt a sochař (* asi 1450)
- ? – Martín Alonso Pinzón, španělský mořeplavec (* asi 1441)

## Hlavy států
- České království – Vladislav Jagellonský
- Svatá říše římská – Fridrich III. – Maxmilián I.
- Papež – Alexandr VI.
- Anglické království – Jindřich VII. Tudor
- Francouzské království – Karel VIII.
- Polské království – Jan I. Olbracht
- Uherské království – Vladislav Jagellonský